# Johann Ludwig Tiarks
Johann Ludwig Tiarks (* 10. Mai 1789 in Waddewarden; † 1. Mai 1837 in Jever) war ein deutscher Astronom, der zeit seines Lebens überwiegend in britischen Diensten stand.

## Leben
Seine Eltern waren der Prediger Johann Gerhard Tiarks (* 30. Juni 1761; † 7. Januar 1813) und dessen Ehefrau Christine Dorothea Ehrentraut (14. Februar 1762 – 17. Dezember 1838). Tiarks wurde in Waddewarden geboren, besuchte das Mariengymnasium Jever und studierte ab 1806 an der Georg-August-Universität in Göttingen zunächst Theologie, ab Michaelis 1807 Mathematik, Physik und Mineralogie. Bernhard Friedrich Thibaut, Karl Ludwig Harding, Friedrich Stromeyer und Carl Friedrich Gauß zählten zu seinen Lehrern. Da der Vater ab 1807 erkrankte, musste Tiarks aus finanziellen Gründen auf eine akademische Laufbahn verzichten. Nach seiner Promotion zum Dr. phil. im Dezember 1808 war er daher ab 1810 zunächst auf Vermittlung von Gauß in Hamburg als Hauslehrer tätig.
Als Hamburg wie auch seine Heimat Friesland während der Franzosenzeit 1811 als Hanseatische Departements in das Staatsgebiet des Französischen Kaiserreichs eingegliedert wurden, begab er sich nach London, um der französischen Wehrpflicht auf dem Kontinent zu entgehen. Hier war er zunächst wiederum als Hauslehrer tätig. Er erhielt jedoch bald eine Stelle als Unterbibliothekar der Royal Society unter dem Vorsitz des britischen Weltumseglers Joseph Banks, der ihn förderte und der Regierung für öffentliche Aufträge vorschlug. Die Tätigkeit für Banks dauerte bis 1816, danach war Tiarks als Bibliothekar beim British Museum und gleichzeitig als Astronom bei der britisch-amerikanischen Grenzkommission tätig, die den im Frieden von Gent im Dezember 1814 vereinbarten genauen Verlauf der Grenze zwischen der Britischen Kolonie Kanada und den Vereinigten Staaten von Nordamerika festlegen sollte. Bei einem Aufenthalt in Nordamerika 1817 bestimmte er den 45. Breitengrad vom Saint Regis River am Sankt-Lorenz-Strom bis zum Lake Champlain und dem Connecticut River sowie die Hauptwasserscheiden südlich des St. Lorenz, also in den heute kanadischen Gebieten der Loyalisten wie der Estrie einerseits und im heutigen Neuengland andererseits. Weitere Vermessungen führte Tiarks 1820 in Nordamerika und Kanada durch. Er erforschte die Quelle des Connecticut und hielt sich 1821 in New York und England auf, um die Resultate seiner Untersuchungen zu veröffentlichen. Ab 1822 war er erneut für die britische Regierung tätig, diesmal für das Board of Longitude, und vermaß an Bord der Fregatte HMS Owen Glandower den östlichen Atlantik sowie den Ärmelkanal, um den Längengrad zwischen Greenwich und Madeira zu bestimmen. 1824 begleitete er Sir Humphry Davy auf dem Dampfboot Komet in die Nordsee und das Kattegat, um die englischen Längenbestimmungen mit denen der hannoverisch-dänischen Gradmessung zu verbinden. 1825 bestimmte er den nordwestlichsten Punkt am Lake of the Woods (siehe auch Northwest Angle). Als Berater des zum Schiedsrichter eingesetzten Königs Wilhelm I. der Niederlande war er 1830 erneut bei den noch offenen Grenzstreitigkeiten zwischen dem Vereinigten Königreich und den USA infolge des Britisch-Amerikanischen Krieges tätig. Ab 1831 lebte er wieder in Jever, wo er sich auf Wartegeld setzen ließ und verschiedene Ehrenämter übernahm. So überprüfte und korrigierte er unter anderem die Rentabilitätsberechnungen der oldenburgischen Witwen- und Waisenkasse.
Er wurde 1825 als Fellow in die Royal Society aufgenommen. Sein wissenschaftlicher Nachlass, bestehend aus zahlreichen Aufsätzen für englische Zeitschriften und mehrere Bücher über seine für die Admiralität durchgeführten Längenbestimmungen, befand sich lange in der Bibliothek der Familie Tiarks in Foxbury, Chislehurst, Kent, wurde aber 1972 im Wesentlichen dem kanadischen Staatsarchiv (Library and Archives Canada) übergeben. Seine Arbeiten über die amerikanisch-kanadischen Grenzziehungsfragen wurden zwar 1831 von der Regierung in fünf Bänden für den internen Dienstgebrauch gedruckt, gelangten aber nicht in den Buchhandel.

## Familie
Er heiratete 1822 Auguste Antoinette Sophie Toel (1792–1836), die Tochter des Medizinalrates Luderus Toel (1754–1806) aus Jever. Von ihren Kindern überlebte nur die Tochter Luise Antoinette (* 24. Juni 1831; † 1. Juni 1904). Sie heiratete später den Münchener Arzt und Professor Heinrich Israel von Ranke (* 8. Mai 1830; † 13. Mai 1909). So wurde der Schriftsteller und Dichter Robert Graves (1895–1985) sein Ur-Enkel.

## Werke
- Tables for easely determining the arbitration of exchanges between London and the principal commercial towns of Europe. London 1817.
- Report on the chronometrical observations made in the months of July and August 1822 with a view to ascertain the longitude of the island of Madeira. London 1822.
- Report on the chronometrical observations made in the months of July, August und September 1823 with a view to ascertain the differences of longitudes between Dover and Falmouth and Portsmouth and Falmouth. London 1823.
- A short account of some observations made with chronometers in two expeditions sent out by the Admiralty at the recommendation of the Board of Longitude for ascertaining the longitude of Madeira and of Falmouth. London 1824.